# Georg Teigl
Georg Teigl (Wenen, 9 februari 1991) is een Oostenrijks voormalig betaald voetballer die doorgaans speelde als rechtsback. Tussen 2011 en 2024 was hij actief voor Red Bull Salzburg, RB Leipzig, FC Augsburg, Eintracht Braunschweig, Austria Wien en Admira Wacker.

## Clubcarrière
Teigl speelde achtereenvolgens in de jeugd van SV Gablitz, FC Purkersdorf en AKA St. Pölten. In 2009 maakte de verdediger de overstap naar de opleiding van Red Bull Salzburg. Op 16 april 2011 debuteerde hij in de Oostenrijkse Bundesliga. Op die dag won Red Bull met 0–3 op bezoek bij Sturm Graz door drie doelpunten van de Braziliaanse spits Alan. Teigl mocht tijdens deze wedstrijd van coach Ricardo Moniz in de rust als invaller voor Jakob Jantscher het veld betreden. De vleugelverdediger tekende op 2 november 2011 voor zijn eerste doelpunt als profvoetballer. Na doelpunten van Zlatko Junuzović, Jantscher en Nacer Barazite stond Red Bull met 2–1 achter tegen Austria Wien. In de tweeënzestigste minuut trok Teigl de stand gelijk. Uiteindelijk won Austria door een doelpunt van Alexander Grünwald in de blessuretijd.
In de winterstop van het seizoen 2013/14 maakte Teigl de overstap naar zusterclub RB Leipzig, waar hij een verbintenis ondertekende tot medio 2015. In dat contract zat een optie op nog een jaar. Deze optie werd in november 2014 gelicht door Leipzig, waardoor hij een seizoen langer bij de club bleef. Na afloop van dit contract verliet Teigl Leipzig en in mei 2016 zette de Oostenrijker zijn handtekening onder een contract voor de duur van vier seizoenen bij FC Augsburg.
In zijn eerste seizoen speelde hij achttien competitiewedstrijden, waarvan veertien als invaller. In de eerste helft van het seizoen 2017/18 kwam Teigl niet aan speeltijd toe en Eintracht Braunschweig huurde hem hierop voor anderhalf jaar. Na een halfjaar werd toch besloten dat Teigl een seizoen eerder terugkeerde. Bij Augsburg speelde de Oostenrijker nog negen competitiewedstrijden in tweeënhalf jaar. Hierop verkaste hij naar Austria Wien. Medio 2023 verkaste Teigl transfervrij naar Admira Wacker. In de zomer van 2024 besloot Teigl op drieëndertigjarige leeftijd een punt te zetten achter zijn actieve loopbaan.

## Clubstatistieken
| Seizoen | Club                     | Competitie    | Competitie | Competitie | Beker | Beker | Internationaal | Internationaal | Totaal | Totaal |
| Seizoen | Club                     | Competitie    | Wed.       | Dlp.       | Wed.  | Dlp.  | Wed.           | Dlp.           | Wed.   | Dlp.   |
| ------- | ------------------------ | ------------- | ---------- | ---------- | ----- | ----- | -------------- | -------------- | ------ | ------ |
| 2010/11 | Red Bull Salzburg        | Bundesliga    | 8          | 0          | 0     | 0     | 0              | 0              | 8      | 0      |
| 2011/12 | Red Bull Salzburg        | Bundesliga    | 23         | 2          | 2     | 1     | 6              | 0              | 31     | 3      |
| 2012/13 | Red Bull Salzburg        | Bundesliga    | 33         | 5          | 5     | 1     | 1              | 0              | 39     | 6      |
| 2013/14 | Red Bull Salzburg        | Bundesliga    | 6          | 0          | 1     | 0     | 2              | 0              | 9      | 0      |
| 2013/14 | RB Leipzig               | 3. Liga       | 13         | 0          | 0     | 0     | —              | —              | 13     | 0      |
| 2014/15 | RB Leipzig               | 2. Bundesliga | 30         | 3          | 2     | 0     | —              | —              | 32     | 3      |
| 2015/16 | RB Leipzig               | 2. Bundesliga | 11         | 0          | 1     | 0     | —              | —              | 12     | 0      |
| 2016/17 | FC Augsburg              | Bundesliga    | 18         | 0          | 1     | 0     | —              | —              | 19     | 0      |
| 2017/18 | FC Augsburg              | Bundesliga    | 0          | 0          | 0     | 0     | —              | —              | 0      | 0      |
| 2017/18 | → Eintracht Braunschweig | 2. Bundesliga | 14         | 0          | 0     | 0     | —              | —              | 14     | 0      |
| 2018/19 | FC Augsburg              | Bundesliga    | 6          | 0          | 1     | 0     | —              | —              | 7      | 0      |
| 2019/20 | FC Augsburg              | Bundesliga    | 3          | 0          | 1     | 0     | —              | —              | 4      | 0      |
| 2020/21 | Austria Wien             | Bundesliga    | 32         | 2          | 3     | 0     | —              | —              | 35     | 2      |
| 2021/22 | Austria Wien             | Bundesliga    | 19         | 3          | 2     | 0     | 2              | 0              | 23     | 3      |
| 2022/23 | Austria Wien             | Bundesliga    | 14         | 0          | 2     | 0     | 6              | 0              | 22     | 0      |
| 2023/24 | Admira Wacker            | 2. Liga       | 20         | 3          | 1     | 0     | —              | —              | 21     | 3      |
| Totaal  | Totaal                   | Totaal        | 263        | 20         | 22    | 2     | 18             | 0              | 303    | 22     |

## Erelijst
| Bundesliga | 1 | 2011/12 |
| ÖFB-Cup    | 1 | 2011/12 |